# Kościół św. Barbary w Częstochowie
Kościół św. Barbary i św. Andrzeja Apostoła w Częstochowie, znany bardziej jako Kościół św. Barbary – zabytkowy, rzymskokatolicki kościół parafialny, znajdujący się u zbiegu ulic św. Barbary i św. Augustyna, ok. 600 m na południe od Jasnej Góry.

## Historia
W XV i XVI wieku w Częstochowie znajdowały się dwie kaplice św. Barbary. W 1643 jedna z nich opisywana była jako "stojąca pod Jasną Górą".
Zespół budynków został wzniesiony w latach 1637-1643 z inicjatywy o. Andrzeja Gołdonowskiego OSPPE. Były to: jednonawowy, późnorenesansowy kościół i klasztor przeznaczony na nowicjat pauliński.
14 maja 1643 r. kościół został konsekrowany przez bpa Jana Madalińskiego. W 1660 wzniesiono nad zakrystią oratorium zakonne (kaplica św. Anny) połączone na piętrze z klasztorem krytym gankiem. Po rozbudowie, w XVIII w. kościół stał się trójnawowy, bazylikowy. Od strony północnej znajduje się wieża, w górnej części cylindryczna, zakończona hełmem z pokryciem z blachy miedzianej. Od frontu w niszach znajdują się rzeźby z XIX i XX wieku (autorzy: F. Staniszewski i J. Proszowski).
Plebania, która dawniej pełniła funkcję klasztoru, połączona jest za pomocą arkadowego przejścia z kaplicą św. Anny. Została zbudowana na planie kwadratu, z wewnętrznym wirydarzem, środkowy korytarz prowadzi do dawnych cel zakonników.

## Architektura
Neobarokowy ołtarz główny z 1882 r. posiada obraz św. Barbary ze srebrną cyzelowaną i trybowaną sukienką. Przy tęczy i w nawach bocznych kościoła znajdują się późnobarokowe ołtarze z 1747 r. wyposażone w obrazy z przełomu XIX i XX wieku (sygnatura J. Grott). Poza tym w zachodniej nawie znajduje się chrzcielnica z dębnickiego marmuru, a także szafka drewniana na oleje, zdobiona płaskorzeźbą Chrzest Chrystusa (1747 r.). W prezbiterium zlokalizowana jest XVII-wieczna ambona z wizerunkami czterech ewangelistów. Nad nią znajduje się kopuła z figurą Maryi z dzieciątkiem Jezus. Po prawej stronie prezbiterium jest późnobarokowa (z elementami rokokowymi) kaplica św. Michała Archanioła.
Miejsce jest związane z obrazem Matki Boskiej Częstochowskiej. W 1430 został po sprofanowaniu przez rabusiów porzucony przy źródle, w którym później go obmyto. Początkowo przy cudownym źródełku stał krzyż, obecnie znajduje nad nim się barokowa kaplica św. Barbary z I połowy XVIII w. Ze względu na tę tradycję kościół został ustanowiony sanktuarium Zranionej Jasnogórskiej Ikony Matki Bożej.

## Organy
Organy zostały zbudowane przez firmę Wacława Biernackiego z Warszawy w 1929 roku. Posiadają pneumatyczną trakturę gry.
Dyspozycja instrumentu:
| Manuał I           | Manuał II           | Pedał             |
| ------------------ | ------------------- | ----------------- |
| 1. Bourdon 16'     | 1. Pryncypał 8'     | 1. Violonbass 16' |
| 2. Pryncypał 8'    | 2. Aeolina 8'       | 2. Subbas 16'     |
| 3. Salicet 8'      | 3. Vox coel. 8'     | 3. Puzon 16'      |
| 4. Hohlflet 8'     | 4. Gedact 8'        | 4. Cello 8'       |
| 5. Oktawa 4'       | 5. Traversflet 4'   | 5. Fletbas 8'     |
| 6. Mikstura 2 2/3' | 6. Nassat 2 2/3'    |                   |
|                    | 7. Piccolo 2'       |                   |
|                    | 8. Tercflet 1 3/5'  |                   |
|                    | 9. Kwintszum 2 2/3' |                   |
|                    | 10. Cornet 4'       |                   |

## Galeria

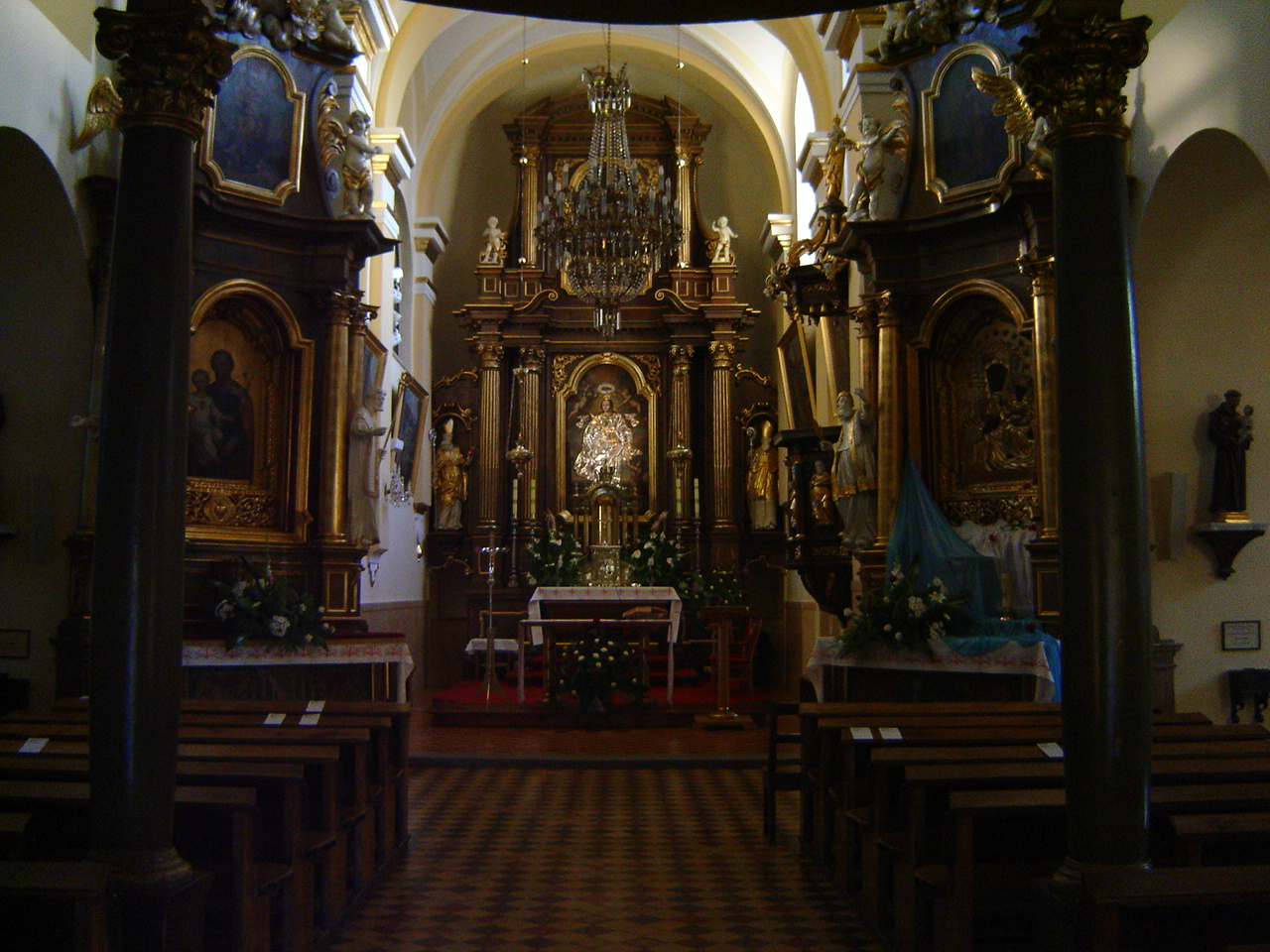
Wnętrze świątyni
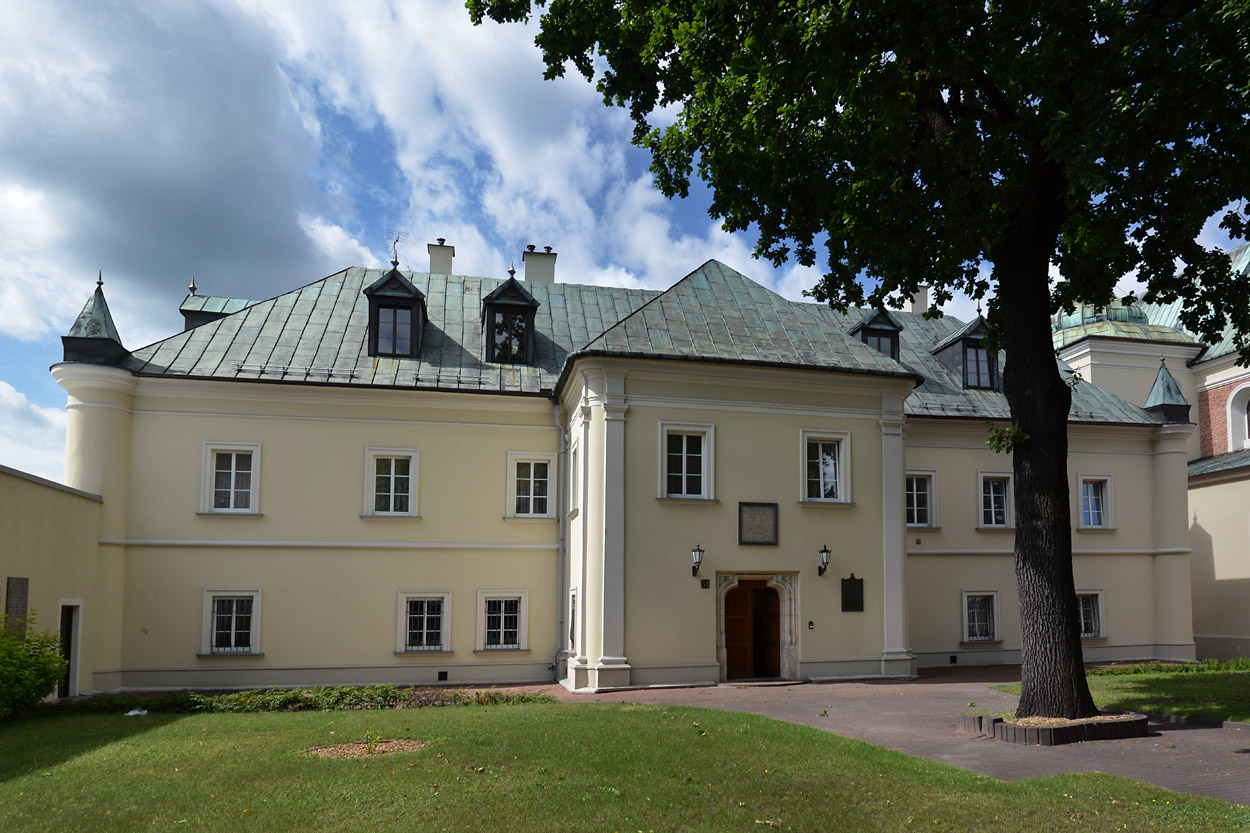
Plebania
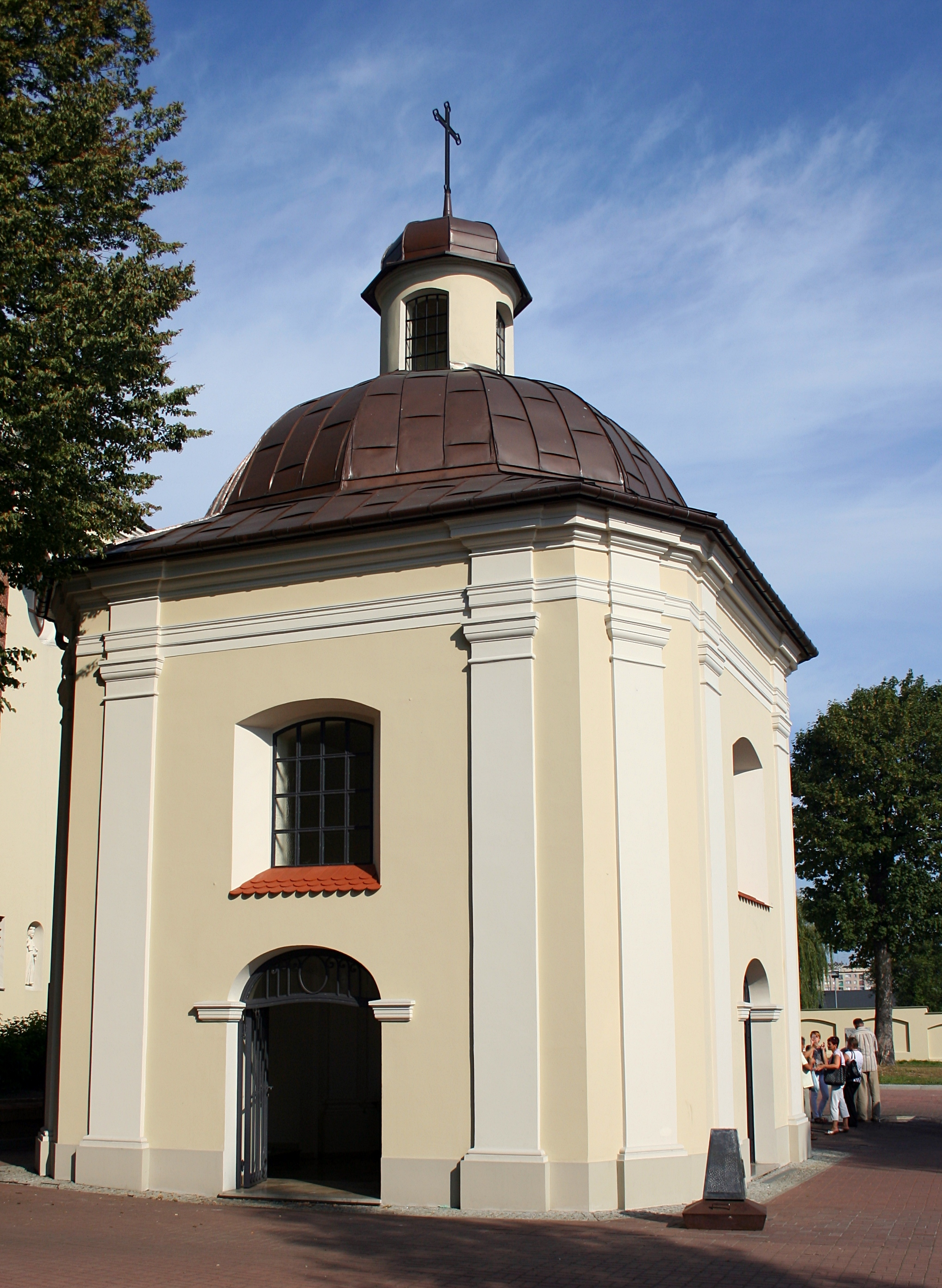
Kaplica nad źródełkiem
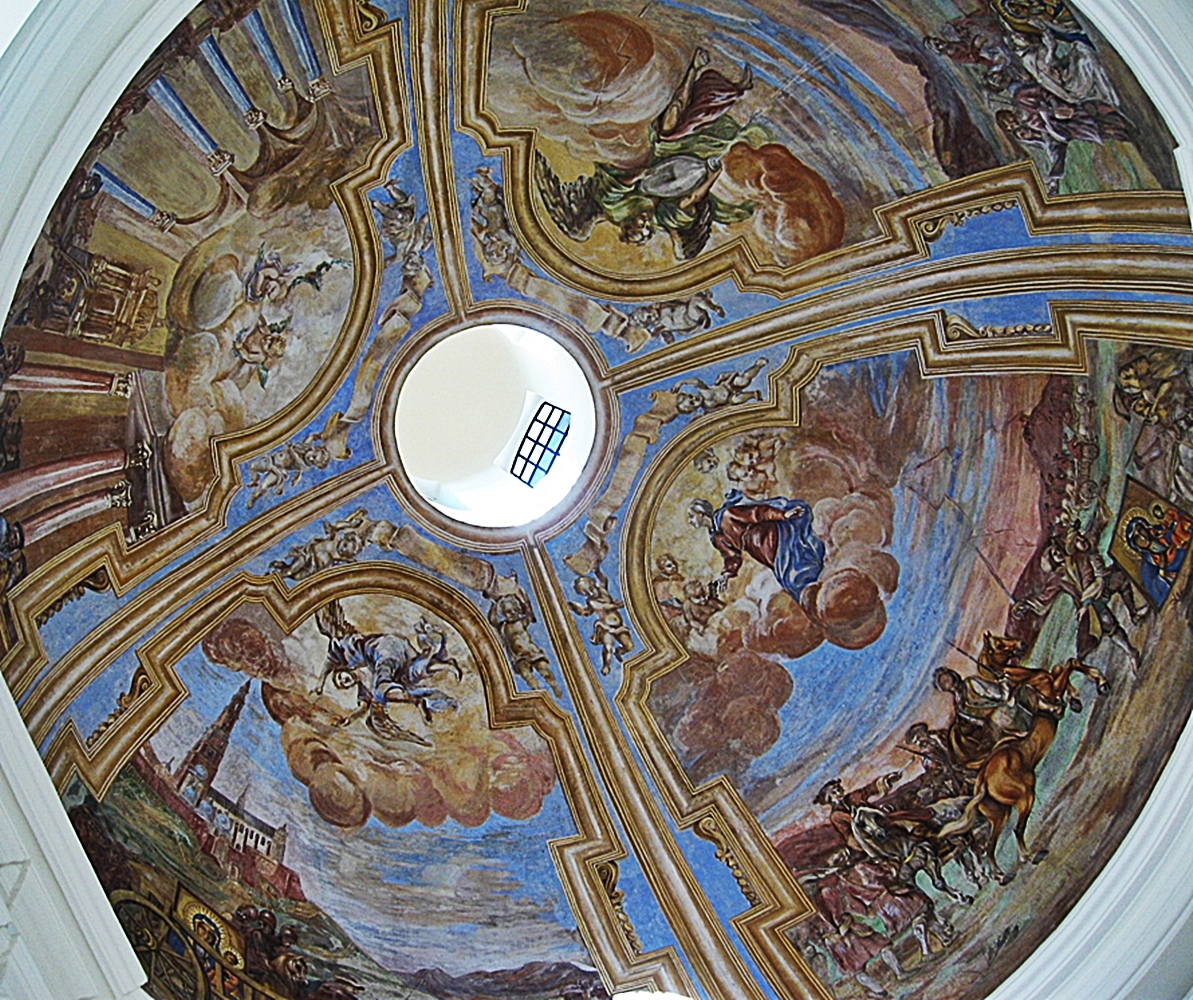
Sklepienie w kaplicy
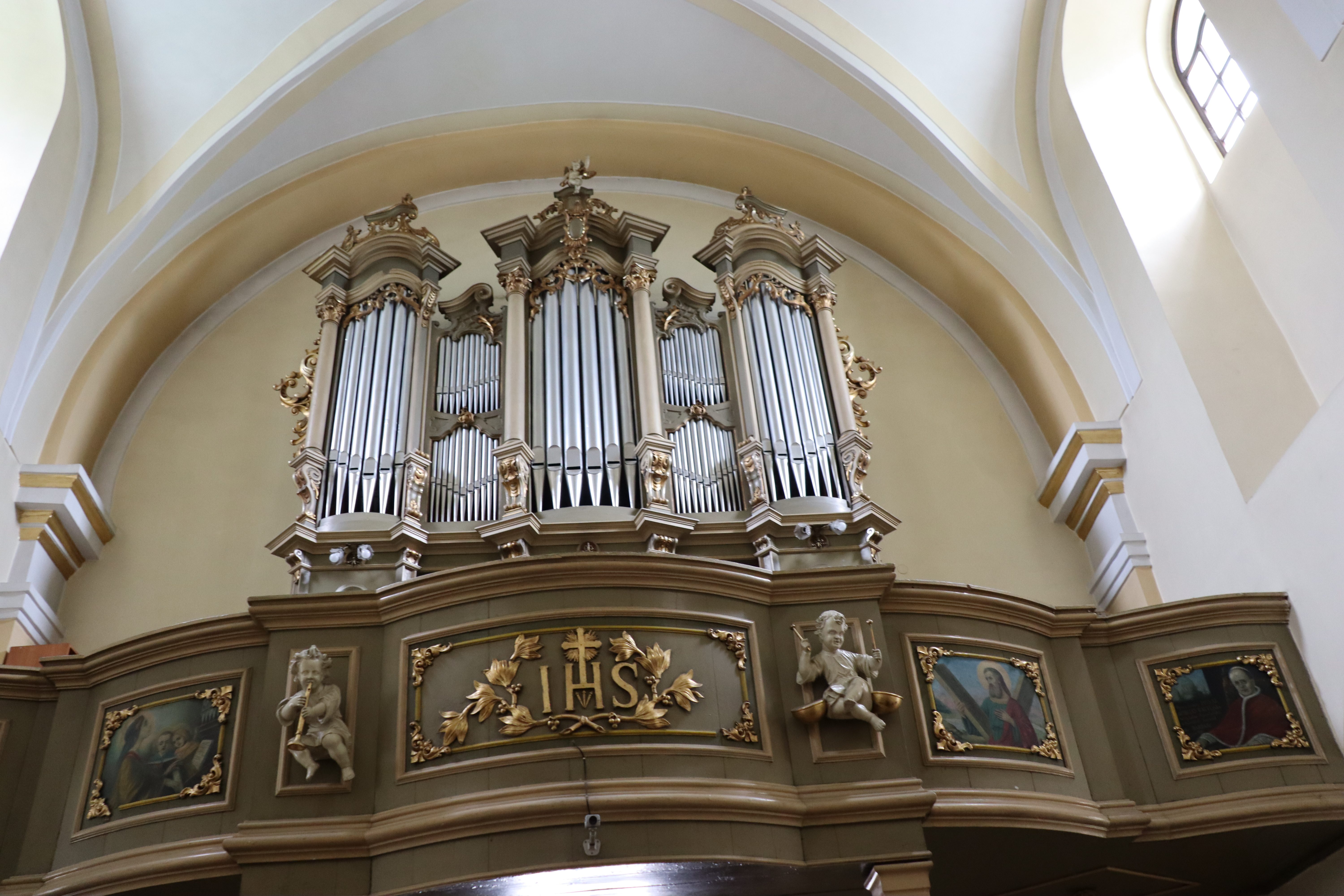
Organy
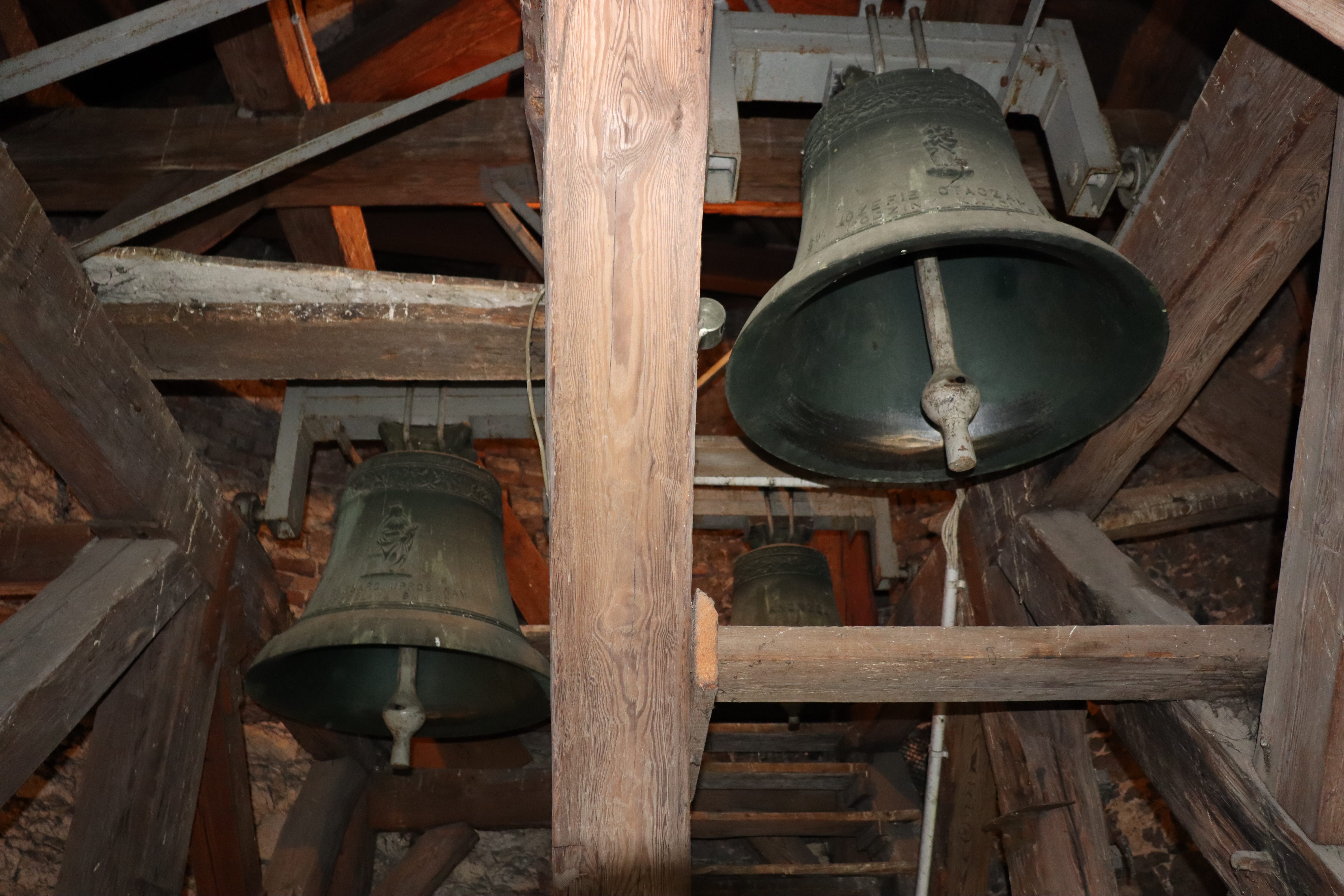
Dzwony
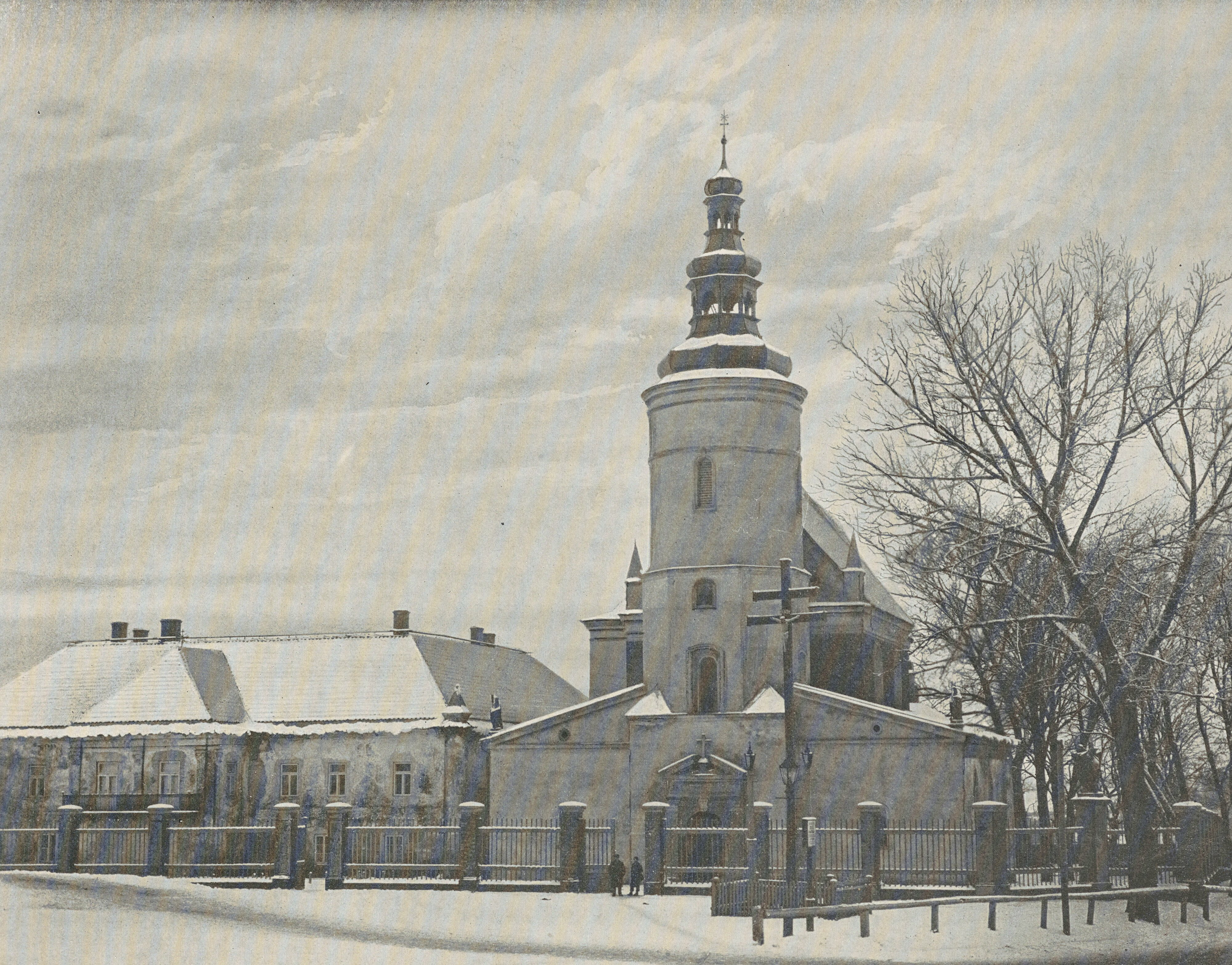
Widok przed 1899